# UCI-Cyclocross-Weltcup 2015/16
Beim UCI-Cyclocross-Weltcup 2015/16 wurden von Oktober 2015 bis Januar 2016 durch die Union Cycliste Internationale Weltcup-Sieger im Cyclocross ermittelt.

## Elite

### Frauen
| Rnd | Datum             | Ort            | Erste          | Zweite            | Dritte            |
| --- | ----------------- | -------------- | -------------- | ----------------- | ----------------- |
| 1   | 16. Oktober 2015  | Las Vegas      | Kateřina Nash  | Eva Lechner       | Sanne Cant        |
| 2   | 18. Oktober 2015  | Valkenburg     | Eva Lechner    | Kaitlin Antonneau | Pavla Havlíková   |
| 3   | 22. November 2015 | Koksijde       | Sanne Cant     | Nikki Harris      | Katherine Compton |
| 4   | 20. Dezember 2015 | Namur          | Nikki Harris   | Caroline Mani     | Eva Lechner       |
| 5   | 26. Dezember 2015 | Heusden-Zolder | Sanne Cant     | Katherine Compton | Ellen Van Loy     |
| 6   | 17. Januar 2016   | Lignières      | Sanne Cant     | Ellen Van Loy     | Eva Lechner       |
| 7   | 24. Januar 2016   | Hoogerheide    | Sophie de Boer | Thalita de Jong   | Nikki Harris      |

Gesamtwertung
| Platz | Name              | Punkte |
| ----- | ----------------- | ------ |
| 1     | Sanne Cant        | 317    |
| 2     | Eva Lechner       | 276    |
| 3     | Nikki Harris      | 229    |
| 4     | Ellen Van Loy     | 225    |
| 5     | Katherine Compton | 192    |
| 6     | Sophie de Boer    | 185    |

### Männer
| Rnd | Datum             | Ort            | Erster               | Zweiter       | Dritter                |
| --- | ----------------- | -------------- | -------------------- | ------------- | ---------------------- |
| 1   | 16. Oktober 2015  | Las Vegas      | Wout Van Aert        | Sven Nys      | Michael Vanthourenhout |
| 2   | 18. Oktober 2015  | Valkenburg     | Lars van der Haar    | Wout Van Aert | Sven Nys               |
| 3   | 22. November 2015 | Koksijde       | Sven Nys             | Wout Van Aert | Mathieu van der Poel   |
| 4   | 20. Dezember 2015 | Namur          | Mathieu van der Poel | Wout Van Aert | Kevin Pauwels          |
| 5   | 26. Dezember 2015 | Heusden-Zolder | Mathieu van der Poel | Kevin Pauwels | Lars van der Haar      |
| 6   | 17. Januar 2016   | Lignières      | Mathieu van der Poel | Wout Van Aert | Lars van der Haar      |
| 7   | 24. Januar 2016   | Hoogerheide    | Mathieu van der Poel | Wout Van Aert | Kevin Pauwels          |

Gesamtwertung
| Platz | Name                 | Punkte |
| ----- | -------------------- | ------ |
| 1     | Wout Van Aert        | 476    |
| 2     | Kevin Pauwels        | 433    |
| 3     | Lars van der Haar    | 421    |
| 4     | Sven Nys             | 389    |
| 5     | Mathieu van der Poel | 385    |
| 6     | Laurens Sweeck       | 331    |

## U23

### Männer
| Rnd | Datum             | Ort            | Erster            | Zweiter          | Dritter           |
| --- | ----------------- | -------------- | ----------------- | ---------------- | ----------------- |
| 1   | 18. Oktober 2015  | Valkenburg     | Gioele Bertolini  | Eli Iserbyt      | Clément Russo     |
| 2   | 22. November 2015 | Koksijde       | Eli Iserbyt       | Daan Hoeyberghs  | Daan Soete        |
| 3   | 20. Dezember 2015 | Namur          | Eli Iserbyt       | Gioele Bertolini | Quinten Hermans   |
| 4   | 26. Dezember 2015 | Heusden-Zolder | Joris Nieuwenhuis | Daan Hoeyberghs  | Adam Toupalik     |
| 5   | 17. Januar 2016   | Lignières      | Eli Iserbyt       | Quinten Hermans  | Joris Nieuwenhuis |
| 6   | 24. Januar 2016   | Hoogerheide    | Quinten Hermans   | Eli Iserbyt      | Clément Russo     |

Gesamtwertung
| Platz | Name              | Punkte |
| ----- | ----------------- | ------ |
| 1     | Eli Iserbyt       | 230    |
| 2     | Quinten Hermans   | 195    |
| 3     | Joris Nieuwenhuis | 170    |
| 4     | Daan Hoeyberghs   | 170    |
| 5     | Clément Russo     | 170    |
| 6     | Gioele Bertolini  | 162    |

## Junioren

### Männer
| Rnd | Datum             | Ort            | Erster        | Zweiter        | Dritter         |
| --- | ----------------- | -------------- | ------------- | -------------- | --------------- |
| 1   | 18. Oktober 2015  | Valkenburg     | Jappe Jaspers | Jens Dekker    | Seppe Rombouts  |
| 2   | 22. November 2015 | Koksijde       | Jens Dekker   | Jappe Jaspers  | Mitch Groot     |
| 3   | 20. Dezember 2015 | Namur          | Jappe Jaspers | Jens Dekker    | Tanguy Turgis   |
| 4   | 26. Dezember 2015 | Heusden-Zolder | Thomas Bonnet | Jappe Jaspers  | Tanguy Turgis   |
| 5   | 17. Januar 2016   | Lignières      | Mitch Groot   | Jakob Dorigoni | Mickaël Crispin |
| 6   | 24. Januar 2016   | Hoogerheide    | Jens Dekker   | Thomas Pidcock | Thijs Wolsink   |

Gesamtwertung
| Platz | Name            | Punkte |
| ----- | --------------- | ------ |
| 1     | Jens Dekker     | 220    |
| 2     | Jappe Jaspers   | 220    |
| 3     | Tanguy Turgis   | 170    |
| 4     | Mitch Groot     | 164    |
| 5     | Mickaël Crispin | 146    |
| 6     | Seppe Rombouts  | 130    |